# しまね丸 (タンカー)
しまね丸（しまねまる）は、第二次世界大戦中に日本の川崎造船所で建造されたタンカーである。1TL型戦時標準船を元に飛行甲板を装備したMACシップ兼用の設計で、特1TL型と呼ばれる型式。
その1番船。商船改造空母、護衛空母（CVE）とも評される。  
1945年（昭和20年）2月下旬に竣工したが、戦局の逼迫により航空母艦として活用される機会は既になかった。3月19日、九州沖航空戦にともない神戸で第58任務部隊の艦上機より空襲を受け、若干の被害を受けた。香川県志度湾に疎開して秘匿された。7月24日、イラストリアス級航空母艦を基幹とするイギリス太平洋艦隊空母機動部隊 (第37任務部隊）から飛来した艦上機に攻撃されて大破、着底した。

## 艦歴

### 就役まで
大日本帝国陸軍の揚陸艦「あきつ丸」を本格的な航空母艦に改造する際に、日本陸軍と大日本帝国海軍は連絡協議会を開催、船舶情勢に応じて協力体制をとることになった。船団護衛に用いる特設航空母艦への改造用として、日本海軍に第一次戦時標準設計船（1万トン級タンカー）を数隻、日本陸軍に第二次戦時標準設計船2隻を割り当てた。日本海軍の1番船が「しまね丸」、2番船が「大瀧山丸」、日本陸軍の1番船が「山汐丸」で2番船が「千種丸」である。
本船は産業設備営団が発注し、1TL型10番船として、川崎重工業艦船工場で1944年（昭和19年）6月20日に起工した。まもなく特1TL型に設計変更された。船体は基本的にタンカーのままで、その上に箱型構造の格納庫と飛行甲板を載せている。エレベーターは艦上戦闘機の運用を考慮して、15ｍ×15ｍであった。
搭載機は九三式中間練習機（通称“赤トンボ”）であった。戦局が好転した場合は、新鋭艦上機烈風や艦上爆撃機（流星）を発進補助ロケット使用前提で運用する計画であったという見解もある。
機関部は船体後部にあるため、煙突も右舷後部に設置され、外舷に突き出している。大日本帝国海軍の大部分の軽空母と同様に、飛行甲板と船体の間に艦橋を設置した。エ船体の張出し（スポンソン）に対空兵装を設置、起倒式マストを採用することで、飛行甲板に障害物が存在しないフラッシュデッキ型空母である。前部のマストには13号電探を装備した。
同年12月17日または12月19日進水、1945年（昭和20年）2月18日竣工、または2月28日ほぼ完成状態で工事が中止された。
日本海軍の所有ではなく、石原汽船を船主とする。
竣工後も特設艦船として徴用するのではなく、民需輸送のかたわらで軍需輸送に協力する海軍配当船としての運用を予定した。船体にタンカーの構造が残っているので、重油を搭載したのち油槽船として運用する事も可能である。

### 1945年3月の空襲
本艦は公試運転をおこなうため自力航行をおこなったことがあり、その様子をアメリカ軍が上空から撮影している。本艦の竣工（もしくは工事中止）から間もなく南号作戦が中止されており、戦局は末期的であった。
1945年3月17日の神戸大空襲（1回目）の直後、3月18日と19日にアメリカ海軍空母機動部隊（第58任務部隊）の艦上機が日本本土の各地に空襲を敢行した。西日本に対しても、3月19日に艦上機攻撃隊が飛来した。

ラルフ・E・デヴィソン少将が指揮する第58.2任務群（空母フランクリン、空母ハンコック、軽空母バターン、軽空母サン・ジャシント、戦艦ノースカロライナ、ワシントンなど）が神戸や大阪方面の空襲を命じられており、攻撃隊の一部は神戸にも矛先を向ける。
第58任務部隊の報告では、神戸港で航空母艦（CV）と護衛空母（CVE）などに損害を与えた。
空母「ハンコック」より発進した攻撃隊のうち、VBF-6 (Bombing Fighter Squadron 6) のF4U コルセア（500ポンド爆弾とロケット弾を搭載した戦闘爆撃機）が、神戸港で「護衛空母」に命中弾や至近弾を与えた（他に空母への命中弾も記録）。
なお、19日時点で瀬戸内海所在だった空母や類似艦艇には、川崎造船所で建造中の姉妹艦「大滝山丸」、神戸港で繋留中の空母「生駒」、日立造船因島工場で建造中の陸軍特種船（飛行甲板付き揚陸艦）「熊野丸」がいる。このうち「熊野丸」はF6FとF4Uの空襲を受け、至近弾を受けている。
ハンコック隊と同様に関西方面攻撃を敢行した軽空母「サン・ジャシント」は、「神戸港で建造中の航空母艦、ほかに護衛空母を攻撃して爆弾命中」と記録し、同艦の艦上機が攻撃を受けて炎上する航空母艦を撮影している。
軽空母「バターン」攻撃隊は「神戸港で護衛空母1隻、改装中の空母1隻、その他に鉄道や工場を攻撃」と報告した。「しまね丸」は艦前部のエレベーター右側に被弾し、船体にも被害を受けて燃料が流出した。
日本側の記録では、神戸港内南側の18番浮標に係留中、爆撃により損傷を受け（船員6名戦死）予定していた兵員の乗り込みは中止された。これに加え、戦局の悪化による航空機、燃料の不足などのため実際に任務に就くことはなく、応急修理を受けた。
香川県志度湾に疎開し、飛行甲板に植木を置いたり、迷彩を施すなどの擬装をおこなった。

### 1945年7月の空襲

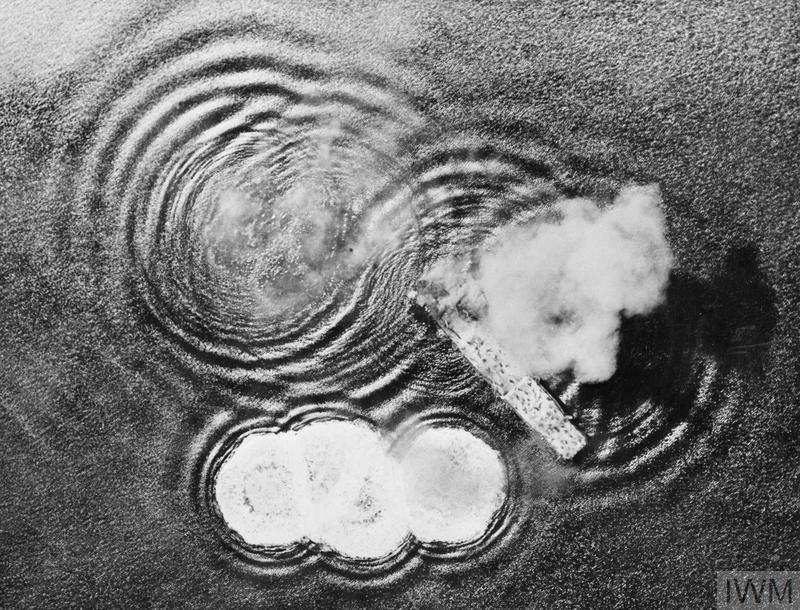
英国海軍太平洋艦隊、艦載機アベンジャーズから攻撃を受ける「しまね丸」

1945年（昭和20年）7月24日、香川県志度湾でイギリス海軍太平洋艦隊の空母機動部隊 (第37任務部隊）より飛来した艦上機の攻撃を受ける。
複数機種で編成された攻撃隊は小豆島に繋留された「生駒」を見逃し、本艦に殺到した。ファイアフライ1機喪失と引き換えに、多数の命中弾を得る。前部飛行甲板に爆弾3発命中し至近弾多数、前部は大きく破壊され、船体後部が折れて着底した。アメリカ合衆国のマスメディアなどでは「神戸型護衛航空母艦　Kobe type escort aircraft carrier」と表記されている。現時点において、本船はイギリス海軍が撃沈した唯一の航空母艦である。
1946年（昭和21年）11月11日から1948年（昭和23年）7月1日まで浪速船渠により解体された。その際に地元の有志がマストを貰い受ける。現在のさぬき市鴨庄で警鐘台として活用されたのち、1基が現地で保存されている。これは後部マストと推定される。また、もう1基が高松市にある四国村に移設保存された。これは前部マストであるという。

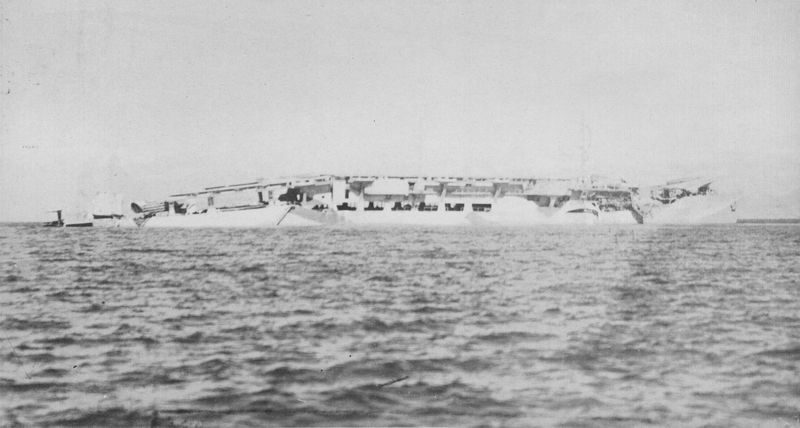
側方から見た大破着底状態の「しまね丸」。

## 同型船
- 大滝山丸:三井船舶所属、川崎重工業製造。1944年（昭和19年）9月18日起工、1945年（昭和20年）1月14日進水。「しまね丸」と同時期・同造船所に建造されており、アメリカ軍が撮影した写真にも完成間近の2隻が映り込んでいる[36]。3月2日、建造中止[24]。貨物船に改造予定だったが、完成前に終戦の日を迎える[24]。同月25日に台風により漂流し、神戸港第一防波堤東灯台付近で機雷（戦時中、B29が投下したもの）により沈没[71]。1948年（昭和23年）5月1日から10月1日に浪速船渠（または岡田組[71]）により解体[67]。
- 大邱丸:川崎重工業製造。1944年（昭和19年）12月起工、1945年（昭和20年）2月工事中止、終戦まで放置[40]。戦後に飯野海運が購入、改造工事に着手する[72]。1950年（昭和25年）3月進水、同年6月タンカー隆邦丸として竣工[73]。1964年（昭和39年）5月、横須賀で解体[71]。
- 大社丸:起工準備中に中止[1]。